# Sarandi (Rio Grande do Sul)
Pour les articles homonymes, voir Sarandi.
Sarandi est une ville brésilienne du nord de l'État du Rio Grande do Sul.

## Géographie
Aratiba Grande se situe par une latitude de 06° 58' 51" sud et par une longitude de 34° 50' 02" ouest, à une altitude de 503 mètres. Elle est séparée de l'État de Santa Catarina par le rio Uruguai. Elle est distance de 366 km de la capitale de l'État, Porto Alegre.
Sa population était de 25 460 habitants au recensement estimativa 2020. La municipalité s'étend sur 353 km2.
Elle fait partie de la microrégion de Carazinho, dans la mésoregion du Nord-Ouest du Rio Grande do Sul.

## Villes voisines
- Novo Xingu
- Rondinha
- Ronda Alta
- Pontão
- Coqueiros do Sul
- Almirante Tamandaré do Sul
- Nova Boa Vista
- Barra Funda
- Novo Barreiro
- São José das Missões